# Pam Cornelissen
Peter Antonius Maria (Pam) Cornelissen (ur. 13 stycznia 1934 w Langeweg, zm. 15 stycznia 2020 w Essen) – holenderski polityk i inżynier, poseł do Tweede Kamer, deputowany do Parlamentu Europejskiego II, III i IV kadencji.

## Życiorys
Ukończył w 1958 studia z zakresu budownictwa lądowego w Technicznej Szkole Wyższej w Delfcie. Przez kilka lat pracował jako inżynier w Nigerii, później jako projektant. Zaangażował się w działalność polityczną w ramach Katolickiej Partii Ludowej, z którą w 1980 współtworzył Apel Chrześcijańsko-Demokratyczny.
Był radnym miejscowości Best (1966–1974) i aglomeracji Eindhoven (1966–1970). Od 1967 do 1982 sprawował mandat deputowanego do Tweede Kamer, niższej izby Stanów Generalnych. W 1984, 1989 i 1994 był wybierany do Parlamentu Europejskiego, w którym zasiadał do 1999, wchodząc w skład grupy Europejskiej Partii Ludowej.
Odznaczony komandorią Orderu Oranje-Nassau (1990) oraz kawalerią Orderu Lwa Niderlandzkiego (1979).